# Walter López
Walter Alexander López Castellanos, né le 25 septembre 1980, est un arbitre guatémaltèque de football, qui officie internationalement depuis 2006.

## Carrière
Il a officié dans des compétitions majeures : 
- Gold Cup 2009 (1 match)
- Coupe caribéenne des nations 2010 (3 matchs)
- Gold Cup 2011 (3 matchs)